# NK Sloga Štitar
NK Sloga Štitar je hrvatski nogometni klub iz Štitara. U sezoni 2023./24. se natječe u MŽNL Osijek – Vinkovci.